# Liste des circonscriptions législatives des Ardennes
Le département français des Ardennes est, sous la Cinquième République, constitué de trois circonscriptions législatives, ce nombre étant stable depuis 1958. Leurs limites ont été redéfinies lors du redécoupage de 1986, mais n'ont pas été affectées par celui de 2010, en vigueur à compter des élections législatives de 2012.

## Présentation
Par ordonnance du 13 octobre 1958 relative à l'élection des députés à l'Assemblée nationale, le département des Ardennes est constitué de trois circonscriptions électorales.
Lors des élections législatives de 1986 qui se sont déroulées selon un mode de scrutin proportionnel à un seul tour par listes départementales, le nombre de trois sièges des Ardennes a été conservé.
Le retour à un mode de scrutin uninominal majoritaire à deux tours en vue des élections législatives suivantes, a maintenu ce nombre de trois sièges,, selon un nouveau découpage électoral.
Le redécoupage des circonscriptions législatives réalisé en 2010 et entrant en application à compter des élections législatives de juin 2012, n'a modifié ni le nombre ni la répartition des circonscriptions des Ardennes.

## Composition des circonscriptions

### Composition des circonscriptions de 1958 à 1986
À compter de 1958, le département des Ardennes comprend trois circonscriptions :
- 1re circonscription : Asfeld, Château-Porcien, Chaumont-Porcien, Flize, Juniville, Mézières (divisé en Mézières-Centre-Ouest et Mézières-Est en 1973[9], puis Villers-Semeuse en 1982[10]), Novion-Porcien, Omont, Rethel, Rumigny, Signy-l'Abbaye
- 2e circonscription : Charleville (divisé en Charleville-La Houillère, Charleville-Centre et Nouzonville en 1973[9]), Fumay (divisé en Fumay et Revin en 1973[9]), Givet, Monthermé, Renwez, Rocroi.
- 3e circonscription : Attigny, Buzancy, Carignan, Le Chesne, Grandpré, Machault, Monthois, Mouzon, Raucourt-et-Flaba, Sedan-Sud (divisé en Sedan-Est et Sedan-Ouest en 1973[9]), Sedan-Nord, Tourteron, Vouziers.

### Composition des circonscriptions depuis 1988
Lors du redécoupage de 1986, deux des quatre cantons situés autour de Charleville-Mézières (Charleville-Centre, Villers-Semeuse) ainsi que le canton de Signy-le-Petit sont déplacés de la 2e à la 1re circonscription tandis que le canton de Mézières-Centre-Ouest suit le chemin inverse. Le département des Ardennes comprend alors trois circonscriptions regroupant les cantons suivants :
- 1re circonscription : Asfeld, Charleville-Centre, Château-Porcien, Chaumont-Porcien, Flize, Juniville, Mézières-Est, Novion-Porcien, Omont, Rethel, Rumigny, Signy-l'Abbaye, Signy-le-Petit, Villers-Semeuse.
- 2e circonscription : Charleville-La Houillère, Fumay, Givet, Mézières-Centre-Ouest, Monthermé, Nouzonville, Renwez, Revin, Rocroi.
- 3e circonscription : Attigny, Buzancy, Carignan, Le Chesne, Grandpré, Machault, Monthois, Mouzon, Raucourt-et-Flaba, Sedan-Est, Sedan-Nord, Sedan-Ouest, Tourteron, Vouziers.

À la suite du redécoupage des cantons de 2014, les circonscriptions législatives ne sont plus composées de cantons entiers mais continuent à être définies selon les limites cantonales en vigueur en 2010. Les circonscriptions sont ainsi composées des cantons actuels suivants :
- 1re circonscription : cantons de Charleville-Mézières-1 (quartier de la Citadelle et de la Couronne, commune de Belval), Charleville-Mézières-2 (partie du quartier d'Etion), Charleville-Mézières-3 (sauf quartiers Flandre et Pierquin), Charleville-Mézières-4 (sauf partie du centre-ville), Château-Porcien, Nouvion-sur-Meuse (sauf communes d'Evigny et Warnécourt), Rethel, Rocroi, Signy-l'Abbaye et Villers-Semeuse (sauf communes de Gespunsart et Neufmanil)
- 2e circonscription : cantons de Bogny-sur-Meuse, Charleville-Mézières-1 (sauf quartier de la Citadelle et de la Couronne et commune de Belval), Charleville-Mézières-2 (sauf partie du quartier d'Etion), Charleville-Mézières-3 (quartiers Flandre et Pierquin), Charleville-Mézières-4 (partie du centre-ville), Revin et Rocroi (24 communes), communes d'Evigny, Gespunsart, Neufmanil et Warnécourt
- 3e circonscription : cantons d'Attigny, Carignan, Sedan-1, Sedan-2, Sedan-3 et Vouziers